# Issy-l’Évêque
Issy-l’Évêque – miejscowość i gmina we Francji, w regionie Burgundia-Franche-Comté, w departamencie Saona i Loara.
Według danych na rok 1990 gminę zamieszkiwały 1012 osoby, a gęstość zaludnienia wynosiła 14 osób/km² (wśród 2044 gmin Burgundii Issy-l’Évêque plasuje się na 229. miejscu pod względem liczby ludności, natomiast pod względem powierzchni na miejscu 3.).